# Arnold Jacobi
Pour les articles homonymes, voir Jacobi.
Friedrich Arnold Victor Jacobi (31 janvier 1870 à Leipzig - † 16 juin 1948 à Dresde) est un zoologiste, ethnographe et ornithologue allemand. Arnold Jacobi se consacre également à la philologie arabe et russe. Arnold Jacobi étudie en 1890 au Thomasschule zu Leipzig. En 1896, il obtient son doctorat en zoologie.